# 韩水法
韩水法 （1958年7月—），浙江余杭人，北京大学哲学系教授、外国哲学研究所所长，主要从事政治哲学、韦伯与社会理论等方面的研究工作。入选中华人民共和国教育部2011年度"长江学者"特聘教授。